# Klub Koszykówki Świecie
Il K.K. Świecie è una squadra di pallacanestro della Polonia, nata nel distretto appartenente al Voivodato della Cuiavia-Pomerania, che ha militato nella lega polacca dal 2005 al 2008.